# Neope goschkevitschii
Neope goschkevitschii är en fjärilsart som beskrevs av Ménétriés 1857. Neope goschkevitschii ingår i släktet Neope och familjen praktfjärilar. Inga underarter finns listade i Catalogue of Life.

## Bildgalleri

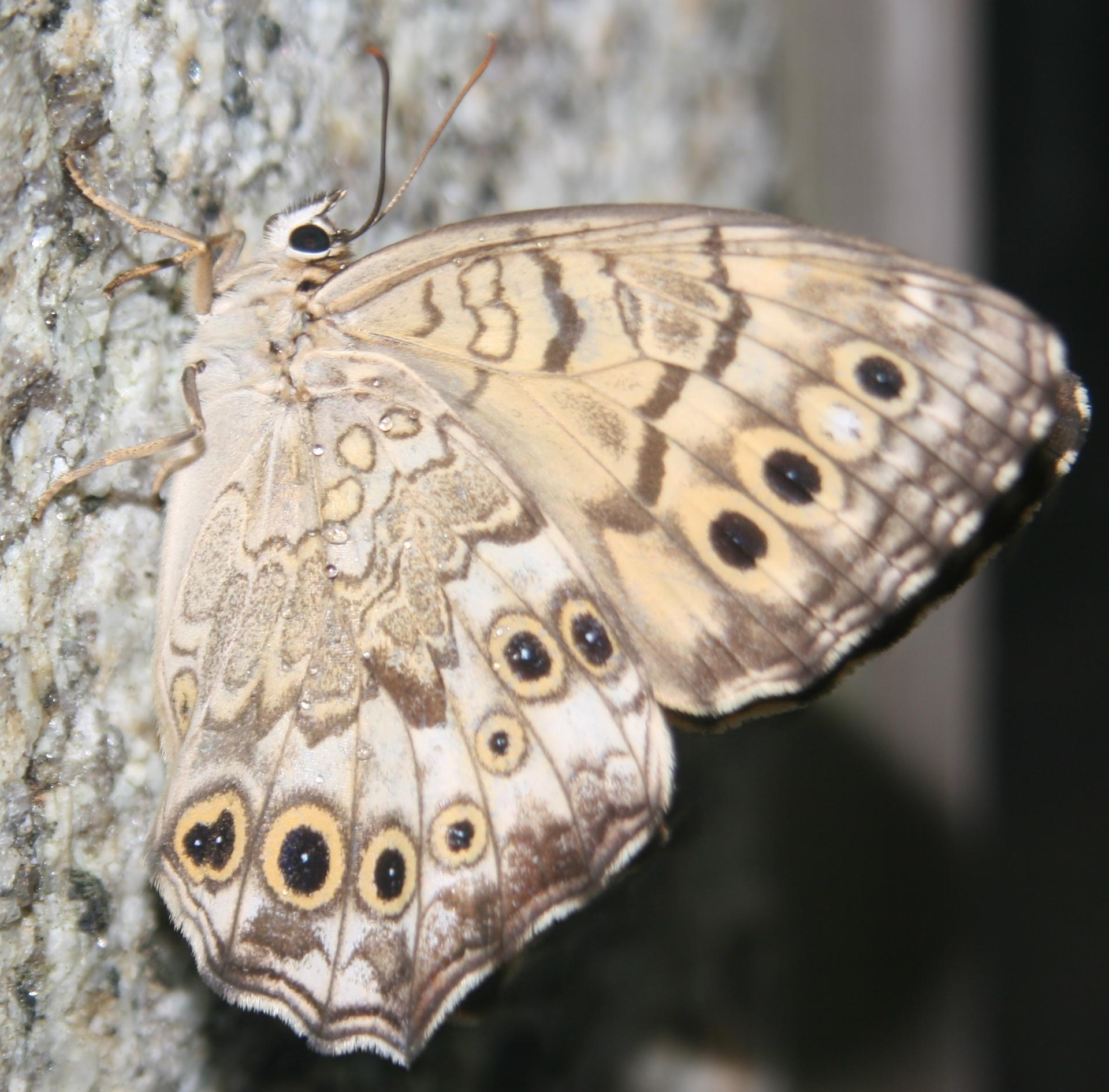